# Charles Barkley
Charles Wade Barkley (Leeds, Alabama, 20. veljače 1963.) umirovljeni je američki profesionalni košarkaš. Igrao je na poziciji krilnog centra ili niskog krila. Izabran je u 1. krugu (5. ukupno) NBA drafta 1984. od strane Philadelphia 76ersa. U svojoj šesnaestogodišnjoj NBA karijeri igrao je za Philadelphia 76erse, Phoenix Sunse i Houston Rocketse. U sezoni 1992./93. proglašen je najkorisnijim igračem NBA lige te je Sunse odveo do NBA finala gdje su ih pobijedili Chicago Bullsi rezultatom 4-2. Barkley je jedanaestorostruki NBA All-Star, te je čak 11 puta biran u All-NBA momčad i izabran je za 50 najvećih košarkaša u povijesti NBA lige. Umirovio se 2000., a u Kuću slavnih primljen je 2006. godine. S američkom reprezentacijom osvojio je dvije zlatne olimpijske medalje. Prvu je osvojio kao član originalnog Dream Teama na Olimpijskim igrama u Barceloni 1992., a drugu osvaja kao član još jednog Dream Teama na Olimpijskim igrama u Atlanti 1996. godine.

## Rani život
Barkley je rođen u predgrađu Leeds, deset kilometara udaljenom od grada Birminghama. Pohađao je srednju školu Leeds High School te je na trećoj godini bio visok 1,78 m i težio 99,8 kilograma. Barkley se nije uspio probiti u prvu momčad te je sjedio na klupi. Međutim preko ljeta izrastao je do nevjerojatnih 1,93 m te je zauezo mjesto u prvoj petorci momčadi. Na četvrtoj godini prosječno je postizao 19.1 poena i 17.9 skokova te odveo momčad do omjera 26-3 i prolaska u državno polufinale. Unatoč sjajnim igrama, Barkley nije privukao pažnju sveučilišta, ali je kasnije ipak jedan skaut sveučilišta Auburn spazio Barkleyev talent unatoč njegovoj pretilosti.

## Sveučilište
Barkley je pohađao sveučilište Auburn tri godine. Međutim Barkley je nastavio borbu s prekomjernom težinom te je čak u jednom mjesecu težio preko 136 kilograma. Ipak Barkley se istaknuo kao sjajan vođa te je predvodio SEC ligu u skokovima sve tri godine. Postao je popularan te je podizao publiku na noge svojim atraktivnim zakucavanjima i još boljim bokadama. Što je više igrao, njegova all-around igra postajala je sve bolja i bolja te je kasnije i dobio nadimak "The Round Mound of Rebound". 1984. godine, momčad je jedini put ostvarila NCAA natjecanje, a Barkley je u toj utakmici postigao 23 poena, 17 skokova, 4 asistencije, 2 blokade i dvije ukradene lopte, ali njegova momčad nije uspjela proći dalje. Nakon završetka treće godine sveučilišta, Barkley se odlučio prijaviti na NBA draft 1984. godine. Svoju sveučilišnu karijeru završio je s prosjekom od 14.8 poena, 9.6 skokova, 1.6 asistencija i 1.7 blokada po utakmici. 3. ožujka 2001. uprava sveučilišta odlučila mu je umiroviti dres s brojem 34.

## NBA karijera

### Philadelphia 76ers
Izabran je kao peti izbor NBA drafta 1984. od strane Philadelphia 76ersa. Pridružio se veteranima predvođenim Juliusom Ervingom i u svojoj rookie sezoni prosječno postizao 14 poena i 8.6 skokova te izborio mjesto u All-Rookie momčadi. U doigravanju Sixersi su ostvarili finale Istoka, ali su izgubili od Boston Celticsa u pet utakmica. Tijekom doigravanja prosječno je postizao 14.9 poena i 11.1 skokova. U svojoj drugoj sezoni u dresu 76ersa, Barkley je postao drugi strijelac i najbolji skakač momčadi s prosjekom od 20 poena i 12.8 skokova. Tijekom doigravanja Barkley je postao startni krilni centar momčadi te je prosječno postizao 25 poena i 15.8 skokova i odveo momčad do drugog kruga doigravanja. U drugom krugu doigravanja ispali su od Milwaukee Bucksa rezultatom 4-3. Na kraju sezone Barkley je izabran u All-NBA drugu petorku. 
U sezoni 1986./87. Moses Malone je mijenan u Washington Bulletse te je Barkley morao preuzeti ulogu vođe momčadi. Prosječno je postizao 23 poena i 14.6 skokova uz šut iz igre od 59% te je proglašen najboljim skakačem lige. Barkley je po prvi put izabran na All-Star utakmicu, te je ponovno izabran u All-NBA drugu petorku. U doigravanju Barkley je prosječno postizao 24.6 poena i 12.6 skokova, ali su njegovi 76ersi ipak izgubili u prvom krugu doigravanja od Milwaukee Bucksa u pet utakmica. Iduće sezone Erving je objavio umirovljenje, a Barkley je preuzeo mjesto vođe cijele franšize. Odigrao je 80 utakmica i prosječno postizao 28.3 poena i 11.9 skokova uz šut i igre od 59%. Izabran je po drugi put na All-Star utakmicu, te je po prvi put izabran u All-NBA prvu petorku. Unatoč Barkleyovim sjajnim igrama, 76ersi ipak nisu ostvarili doigravanje.
U sezoni 1988./89. Barkley je nastavio sa sjajnim igrama i prosječno postizao 25.8 poena i 12.5 skokova uz šut iz igre od 58%. Treći put zaredom izabran je na All-Star utakmicu te je drugu sezonu zaredom izborio mjesto u All-NBA prvoj petorci. U prvom krugu doigravanja ispali su od New York Knicksa, unatoč Barkleyevom prosjeku od 27 poena, 11.7 skokova i 5.3 asistencija uz šut iz igre od 64%. U sezoni 1989./90. Barkley je završio drugi u poretku za najkorisnijeg igrača lige iza Magica Johnsona. Proglašen je igračem godine po izboru magazina "The Sporting News" i "Basketball Weekly". Prosječno je postizao 25.2 poena i 11.5 skokova te je po četvrti put izabran na All-Star utakmicu i treći put zaredom u All-NBA prvu petorku. Pomogao je momčadi doći do omjera 53-29 i drugog kruga doigravanja gdje su ih svladali Chicago Bullsi u pet utakmica. Tijekom doigravanja prosječno je postizao 24.7 poena i 15.5 skokova.
Iduće sezone Barkley je prosječno postizao 27.6 poena i 10.1 skokova uz šut iz igre od 57%. Na svojoj petoj All-Star utakmici odveo je Istok do pobjede 116:114, sa svojih 17 poena i 22 skoka, najviše skokova na All-Star utakmici od Wilta Chamberlaina i 1967. godine, te je osvojio nagradu za najkorisnijeg igrača All-Star utakmice. Na kraju sezone Barkley je po četvrti put zaredom izabran u All-NBA prvu petorku. U doigravanju Barkley je prosječno postizao 24.9 poena i 10.5 skokova te odveo svoju momčad do drugog kruga doigravanja gdje su ponovno izgubili od Chicago Bullsa. U sezoni 1990./91, zadnjoj u dresu 76ersa, Barkley je promijenio broj 34 brojem 32 u čast legendi Lakersa Magicu Jonsonu koji je početkom sezone objavio da je zaražen virusom HIV-a. U posljednjoj sezoni u dresu 76ersa, Barkley je prosječno postizao 23.1 poena i 11.1 skokova uz šut iz igre od 55%. Ponovno je izabran na All-Star utakmicu te je još jednom izborio mjesto u All-NBA drugoj petorci. 76ersi su sezonu završili s omjerom 35-47 i propustili ulazak u doigravanje, a glavna zvijezda kluba, Barkley, zatražio je zamjenu. 17. srpnja 1992. Barkley je mijenjan u Phoenix Sunse u zamjenu za Jeffa Hornaceka, Tima Perryja i Andrewa Langa. Karijeru u 76ersima završio je s 14 184 poena, 7 079 skokova i 2 276 asistencija. 

#### "Pljuvački incident"
U ožujku 1991. tijekom produžetka u utakmici s New Jersey Netsima, Barkley je napravio najveću pogrešku u karijeri. Tijekom utakmice, jedan ga je gledatelj cijelo vrijeme vrijeđao, često i na rasnoj osnovi, a Barkleyu je to dozlogrdilo te se okrenuo prema njemu i pljunuo. Međutim promašio je tog gledatelja i pogodio malu djevojčicu u lice. Ubrzo je dobio suspenziju na jednu utakmicu i kaznu od 10 tisuća dolara. Širom SAD-a podigla se dosad neviđena medijska buka oko tog incidenta. Iako se Barkley javno ispričao i kasnije sprijateljio s curicom i njezinim roditeljima, taj incident nikad nije zaboravio. Čak je i nakon umirovljenja izjavio da je bio poprilično kontroverzan tijekom karijere, ali da mu je jedino žao tog incidenta, ali je i rekao da ga je upravo taj događaj naučio vrijednu lekciju i kasnije mu pomogao u karijeri da postane bolji i jači.

### Phoenix Suns
Zamjena u Sunse bila je dobra i za Barkleya i za klub. U prvoj sezoni u dresu Sunsa prosječno je postizao 25.6 poena, 12.2 skokova i 5.1 asistencija uz šut iz igre od 52% te je odveo momčad do najboljeg omjera lige 62-20. Za svoj utjecaj na momčad i još jednu sjajno odigranu sezonu, Barkley je proglašen najkorisnijim igračem sezone. Izabran je na svoju sedmu uzastopnu All-Star utakmicu te je postao treći igrač u povijesti NBA lige koji je osvojio nagradu za najkorisnijeg igrača sezone nakon zamjene u drugu momčad. Odveo je momčad do NBA finala te je prije prve utakmice izjavio da je to "sudbina" te da će Sunsi sigurno osvojiti NBA naslov. Međutim na drugoj strani čekali su ih sjajni Chicago Bullsi predvođeni Michaelom Jordanom koji ih je odveo do prijašnja dva uzastopna naslova. Barkley je tijekom doigravanja prosječno postizao 26.6 poena, 13.6 skokova, a tijekom serije s Bullsima 27.3 poena, 13 skokova i 5.5 asistencija. Unatoč Barkleyevim sjajnim igrama, Jordan je bio još bolji i tijekom serije sa Sunsima prosječno postizao 41 poen, 8.5 skokova i 6.3 asistencije te je odveo svoju momčad do trećeg uzastopnog NBA naslova. U četvrtoj utakmici finala, Barkley je ostvario triple-double učinak postigavši 32 poena, 12 skokova i 10 asistencija.
Shrvan brojnim ozljedama Barkley je bio frustriran i počelo se nagađati o njegovom odlasku iz Sunsa. No unatoč tim svim problemima Barkley je u sezoni 1993./94. prosječno postizao 21.6 poena i 11.2 skokova uz šut iz igre od 49%. Izabran je na svoju osmu uzastopnu All-Star utakmicu, međutim nije mogao nastupiti zbog ozljede te je uspio izboriti i mjesto u All-NBA drugoj petorci. Boreći se s ozljedama, uspio je momčad odvesti do omjera 56-26 i drugog kruga doigravanja. Unatoč vodstvu od 2-0 u seriji, Sunsi su izgubili od kasnijih prvaka Houston Rocketsa u sedam utakmica te ponovno propustili priliku za osvajanje NBA naslova. Unatoč tom porazu i ispadanju iz doigravanja, Barkley je tijekom treće utakmice prvog kruga doigravanja potopio Golden State Warriorse s čak 56 poena te 14 skokova uz šut iz igre od 23-31. Time je postao treći najučinkovitiji igrač po broju postignutih poena na jednoj utakmici doigravanja. 
Iduće sezone Barkley je nastavio iscrpljujuću i frustrirajuću borbu s ozljedama. Međutim Barkley je ponovno uspio igrati sjajno i prosječno postizati 23 poena i 11.1 skokova. Odveo je momčad do omjera 59-23 i ostvario je još jedan nastup na All-Star utakmici. Sunsi su u doigravanju ponovno došli do drugog kruga gdje su ih čekali stari rivali Houston Rocketsi. Unatoč vodstvu od 3-1 u seriji, Rocketsi su ih nekako svladali u sedam utakmica i kasnije osvojili naslov NBA prvaka. Tijekom doigravanja Barkley je prosječno postizao 25.7 poena i 13.4 skokova, ali nije mogao pomoći momčadi kad je bilo najpotrebnije, u sedmoj utakmici s Rocketsima, zbog ozljede noge.
U sezoni 1995./96., zadnjoj u dresu Sunsa, Barkley je predvodio momčad u poenima, skokovima i ukradenim loptama te prosječno postizao 23.3 poena i 11.6 skokova te je s linije slobodnih bacanja gađao najbolje u karijeri s prosjekom od 78% učinkovitosti. Ostvario je deseti nastup na All-Star utakmici te je 22. studenog 1995. upisao svoj 18 triple-double učinak u karijeri. U doigravanju prosječno je postizao 25.5 poena i 13.5 skokova, ali su Sunsi ipak izgubili od San Antonio Spursa već u prvom krugu doigravanja. Nakon neuspješne sezone i Barkleyvog nezadovoljstva, uprava kluba odlučila ga je zamijeniti. Barkley je mijenjan u Houston Rocketse za Sama Cassella, Roberta Horrya, Marka Bryanta i Chuckya Browna. Karijeru u Sunsima završio je kao deseti igrač s ostvarenih 20 000 poena i 10 000 skokova u karijeri.

### Houston Rockets
U sezoni 1996./97. Barkleyu je, nakon zamjene u Houston Rocketse, ostala samo još jedna prilika za osvajanjem NBA prstena. Pridružio se veteranima poput Hakeema Olajuwona i Clydea Drexlera. Već u početku sezone počeo je borbu s brojnim ozljedama koje su ga ograničile na samo 53 utakmice u regularnom dijelu. Prosječno je postizao 19.2 poena i 13.5 skokova te je po prvi puta nakon rookie sezone imao prosjek ispod 20 poena. Rocketsi su sezonu završili s omjerom 57-27 te su u doigravanju ostvarili finale Zapadne konferencije gdje su izgubili od Utah Jazza u šest utakmica. Tijekom doigravanja Barkley je prosječno postizao 17.9 poena i 12 skokova.
U sezoni 1997./98. Barkley je doživio novu ozljedu te prosječno postizao 15.2 poena i 11.7 skokova. Rocketsi su sezonu završili s omjerom 41-41 te su ispali već u prvom krugu od kasnijih finalista Utah Jazza u pet utakmica. Ograničen zbog ozljeda, u doigravanju Barkley je odigrao četiri utakimice i prosječno postizao samo 9 poena i 5.3 skokova za 21.8 minuta u igri.
Tijekom skraćene sezone 1998./99. Barkley je odigrao 42 utakmice te je prosječno postizao 16.1 poena i 12.3 skokova uz šut iz igre od 48%. U svojoj zadnoj sezoni u dresu Rocketsa i posljednjoj u NBA karijeri, Barkley je odigrao samo 20 utakmica i prosječno postizao 14.5 poena i 10.5 skokova uz šut iz igre 48%. 8. prosinca 1999. u utakmici s Philadelphia 76ersima, Barkley je pri pokušaju blokade potrgao tetivu potkoljenice. 19. travnja 2000. godine Barkley se uspio vratiti u zadnoj utakmici sezone te u svojoj zadnjoj utakmici u karijeri protiv Vancouver Grizzliesa, postigao je koš nakon napadačkog skoka. Nakon toga napustio je teren u ovacijama cijele dvorane. Poslije utakmice izjavio je:„ Nemate pojma koliko mi je ovo večeras značilo. Učinio sam to zbog sebe. Pobijedio sam u mnogo utakmica, izgubio u mnogo utakmica, no posljednja uspomena mi je bila kako me iznose s terena. To me proganjalo mjesecima i nisam mogao preko toga. Bilo mi je strašno psihološki važno da napustim teren na svoj način.“ Također nakon utakmice Barkley je objavio umirovljenje i karijeru završio kao drugi igrač, nakon Wilta Chamberlaina, s postignutih 23 000 poena, 12 000 skokova i 4 000 asistencija u karijeri.

## Američka reprezentacija
S američkom košarkaškom reprezentacijom, Barkley je osvojio dvije zlatne olimpijske medalje. Budući da je 1989. godine ukinut dodatašnji prijedlog i konačno dopušten nastup NBA igrača na Olimpijskim igrama, 1992. godine na Olimpijskim igrama u Barceloni Barkley je bio član originalnog Dream Teama s kojim je i osvojio svoju prvu zlatnu medalju, a četiri godine kasnije na Olimpijskim igrama u Atlanti 1996. godine osvaja i svoju drugu zlatnu medalju.

## Karijera nakon umirovljenja

### Turner Network Television (TNT)
Od umirovljenja 2000. godine, Barkley radi kao studijski analitičar košarkaških utakmica na TV mreži TNT. Često se pojavljuje i u emisiji "Inside the NBA" gdje komentira utakmicu nakon njenog završetka s još nekim bivšim NBA igračima. Tijekom prijenosa jedne utakmica Barkley se šalio na račun Dicka Bevette, NBA sudca, zbog njegovih godina. Marv Albert, komentator NBA utakmica, izjavio je:„ Charles, mislim da bi te on mogao pobijediti u trčanju“. Tako je Barkley na All-Star vikendu 2007. izazavao Bevettu na dvoboj za 5 tisuća dolara. NBA liga se složila s tim te dodala još 50, a TNT mreža još dodatnih 25 tisuća dolara. Ta suma novaca otišla je u humanitarne svrhe. Na kraju Barkley je ipak odnio pobjedu.  

## Vanjske poveznice
- Profil na NBA.com
- Povijesni profil na NBA.com
- Sažetak karijere na NBA.com